# Пташкув
Пташкув (пол. Ptaszków, нім. Vogelsdorf) — село в Польщі, у гміні Каменна Ґура Каменноґурського повіту Нижньосілезького воєводства.
Населення — 521 особа (2011).
У 1975-1998 роках село належало до Єленьоґурського воєводства.

## Демографія
Демографічна структура станом на 31 березня 2011 року:
|          | Загалом | Допрацездатний вік | Працездатний вік | Постпрацездатний вік |
| -------- | ------- | ------------------ | ---------------- | -------------------- |
| Чоловіки | 251     | 59                 | 177              | 15                   |
| Жінки    | 270     | 52                 | 165              | 53                   |
| Разом    | 521     | 111                | 342              | 68                   |

## Галерея

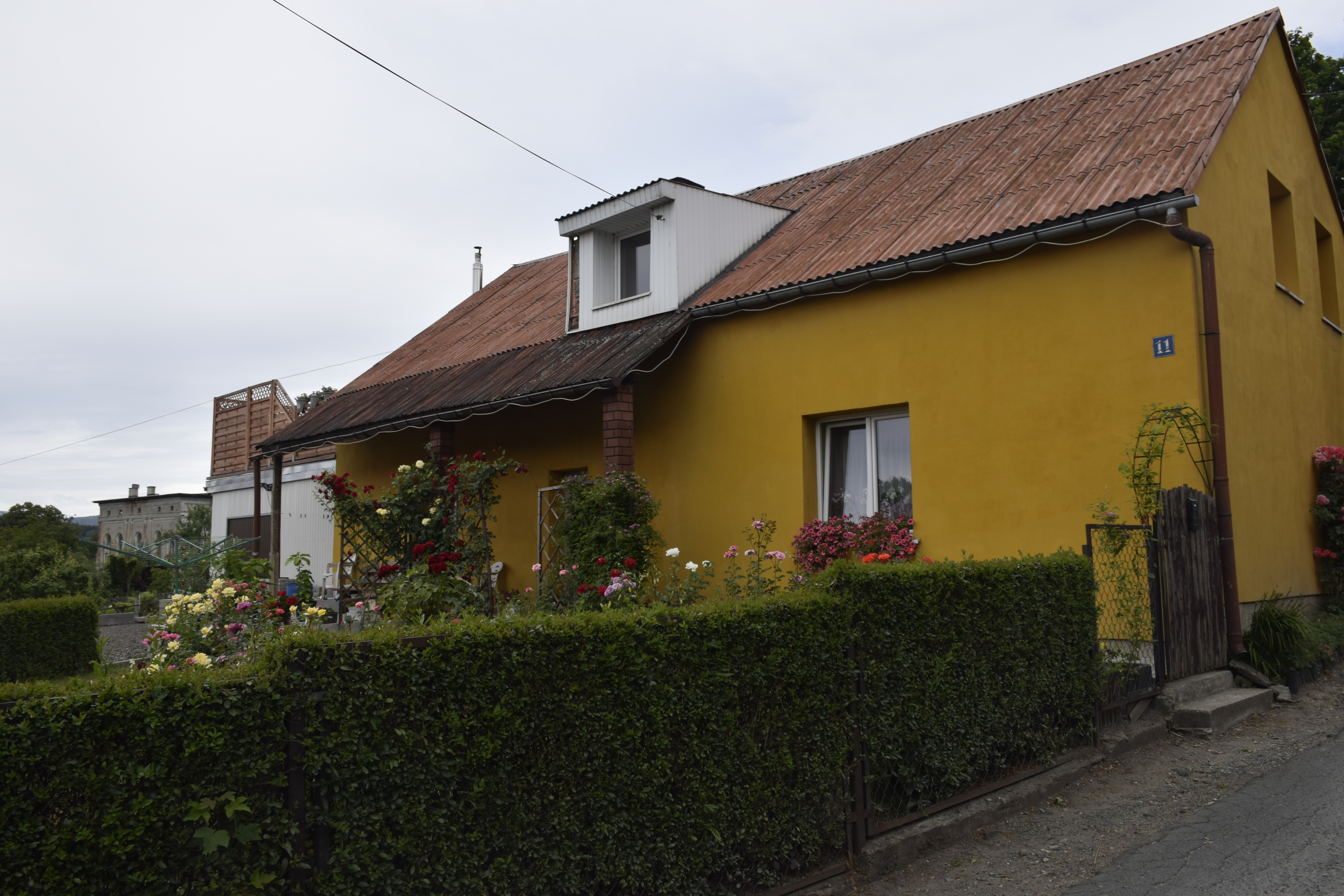
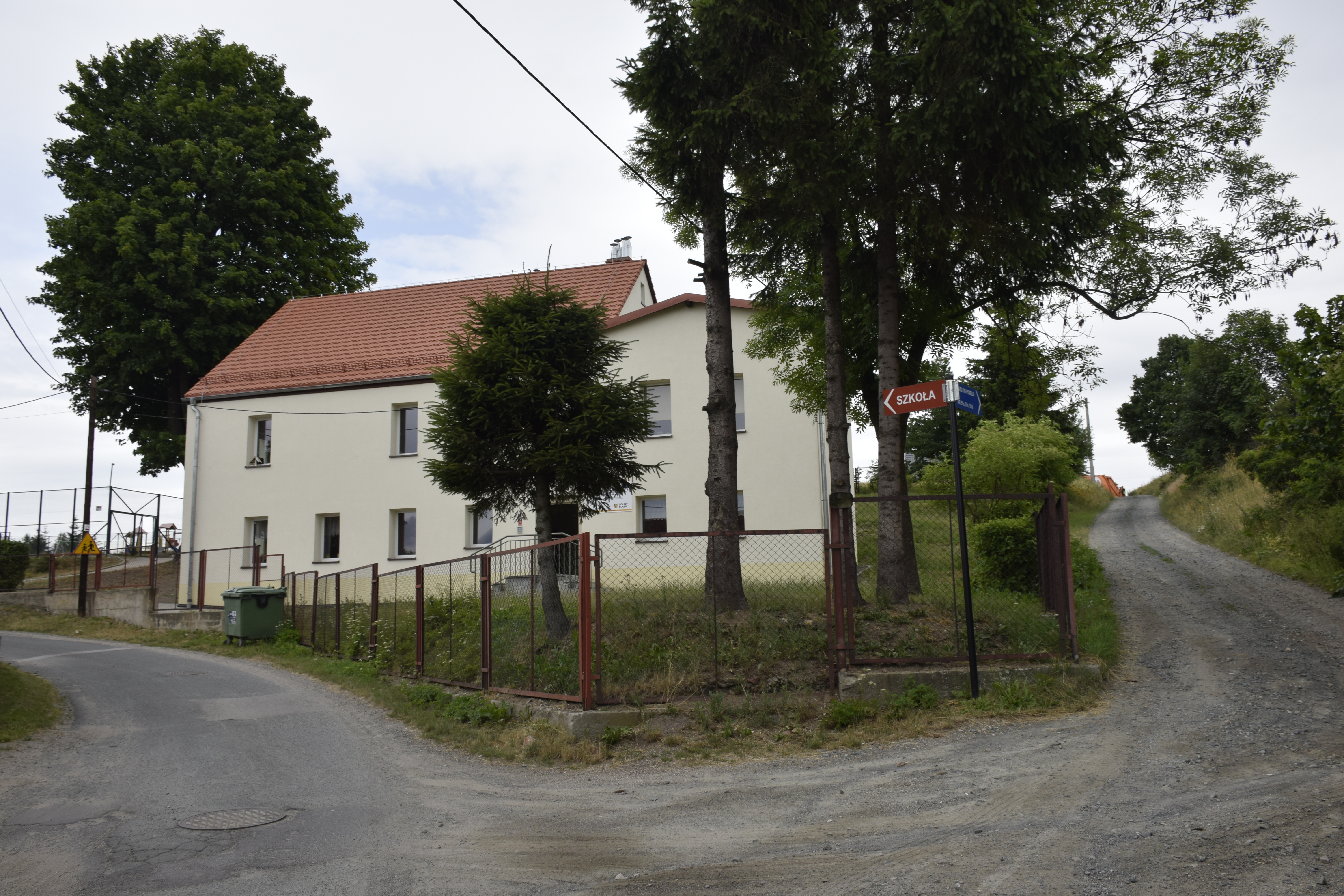
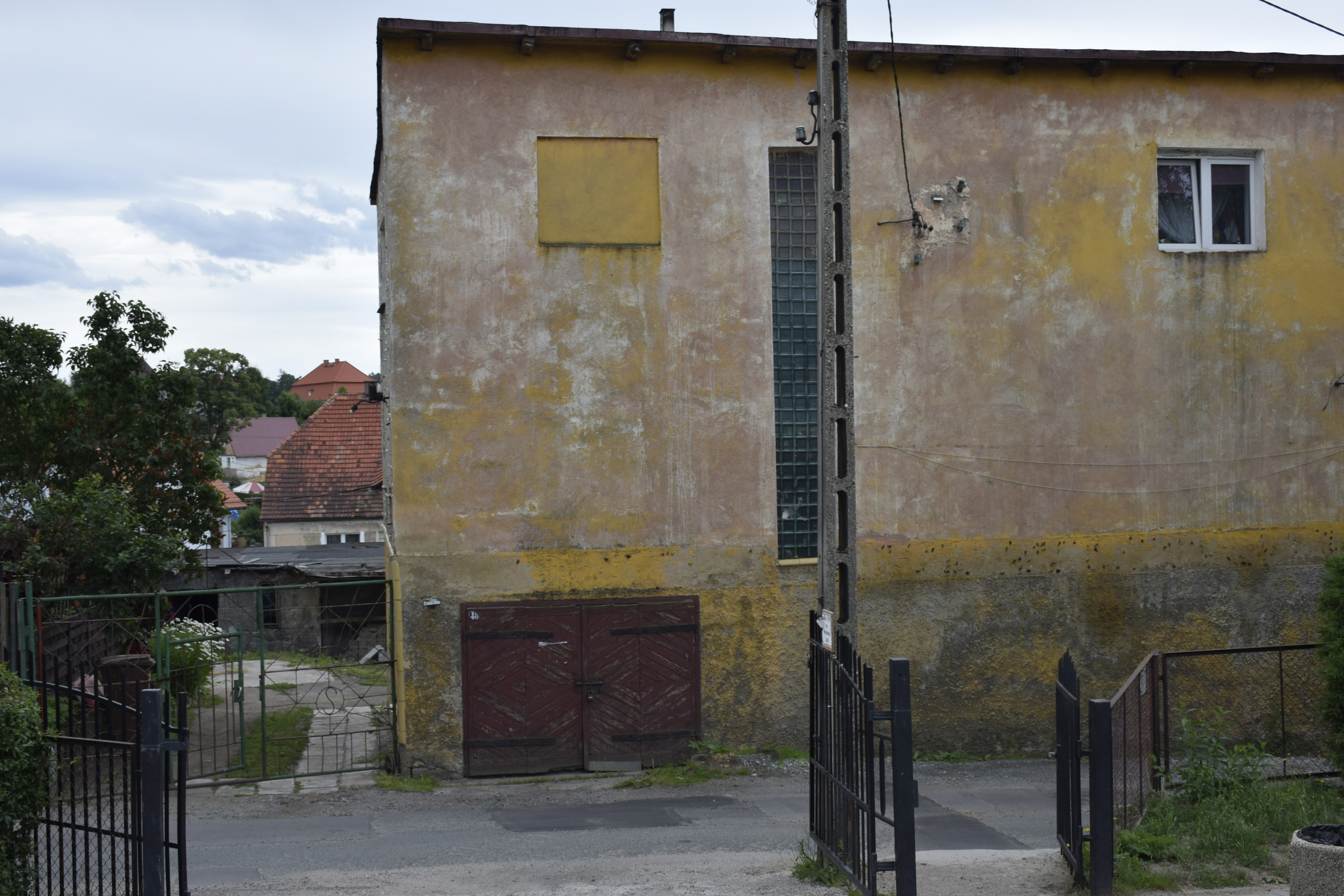